# Diniaș, Timiș
Diniaș sau Șăliște (sârbă Дињаш/Dinjaš, maghiară Torontáldinnyés) este un sat în comuna Peciu Nou din județul Timiș, Banat, România.

## Localizare
Se situează în zona de vest a județului Timiș, la circa 25 km vest-sud-vest de municipiul Timișoara, în Câmpia Timișului.

## Istorie

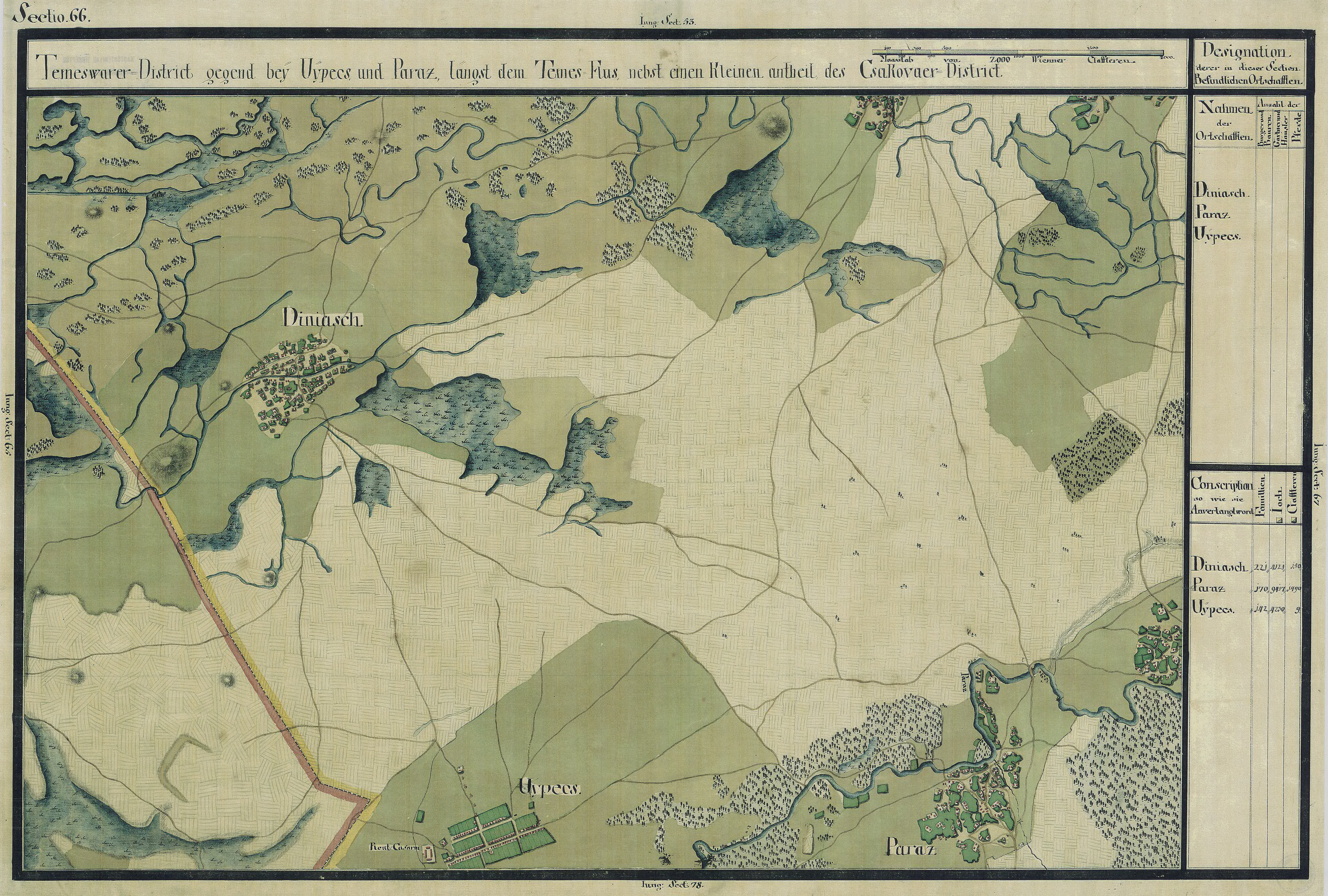
Diniaş în Harta Iosefină a Banatului, 1769-72

Comparativ cu satele mult mai vechi din Banat, Diniașul este un sat relativ mai nou. Prima atestare documentară coincide cu Conscripția generală a Banatului care a avut loc în 1717. Acest recensământ a înregistrat atunci localitatea Dingnas, cu 50 de case, aparținând de districtul Timișoara. Satul s-a format în urma ultimelor valuri de colonizări sârbești la nord de Dunăre. De la apariția lui, el a fost locuit în marea majoritate de sârbi, printre care s-au aflat și români. Începând cu 1779 a fost alipit de județul Torontal, de care a aparținut până la unirea Banatului cu România. În această perioadă de administrație austro-ungară, a purtat esențial același nume, Dinyas, cu mici modificări. Biserica ortodoxă sârbească a fost construită în 1835. În perioada interbelică a purtat pentru scurt timp numele Săliște, de la Seliște - numele pe care îl purta locul unde s-au așezat sârbii la întemeierea satului.
Între 1951-1956, din Diniaș au fost deportate în Bărăgan 167 de persoane.

## Demografie
Satul a fost în trecut locuit aproape exclusiv de sârbi. Sârbii au fost majoritari până la începutul anului 1990, când balanța etnică s-a înclinat în favoarea românilor. Cu toate că românii au locuit împreună cu sârbii pe aceste meleaguri, până după al doilea război mondial, ei nu au constituit o comunitate importantă. După război, o mare parte dintre sârbi a început să părăsească localitatea, fiind treptat înlcocuiți de români.
La recensământul din 2002, populația satului era de 1.007 locuitori, în creștere cu 5% față de 1992. Această creștere poate fi explicată prin faptul că economia zonei s-a îmbunătățit și că Diniașul beneficiază de apropierea de Timișoara. Conform aceluiași recensământ, românii constituie 67% dintre locuitori, față de 51% cât reprezentau în 1992. Comunitatea sârbă a scăzut la numai 30%, față de 41% cât reprezenta în 1992.
Din punct de vedere religios, populația este mult mai omogenă, întrucât românii și sârbii sunt majoritari creștini ortodocși. Astfel, numărul credincioșilor ortodocși este de 879 sau 87%. A doua comunitate ca număr este cea penticostală, cu 119 credincioși (sau 12%).

## Economie
Economia satului este predominant agricolă. Are suprafețe importante cultivate cu grâu. Se mai cultivă plante protejate și cartofi timpurii. În mod deosebit, la Diniaș se recoltează cantități mari de plante medicinale, în special mușețelul. Se mai practică și piscicultura în iazuri special amenajate.

## Personalități locale
- Svetomir Raicov (n. 17 ianuarie 1921 - d. 1995), prozator.
- Svetozar Marcov (n. 20 iunie 1943), poet, prozator.
- Miomir Todorov (n. 6 aprilie 1951), prozator, publicist.